# Droga krajowa B51 (Niemcy)
Droga krajowa 51 (niem. Bundesstraße 51, B 51) – niemiecka droga krajowa przebiegająca  na osi północ południe od  skrzyżowania z drogą B6 w Brinkum na południe od Bremy w Dolnej Saksonii do granicy z Francją koło Kleinblittersdorf w Saarze.
Droga jest częściowo rozbudowana do drogi o parametrach drogi ekspresowej.
Droga fragmentami przeniesiona na autostrady.

## Trasy europejskie
Droga pomiędzy węzłem Blankenheim/Tondorf na autostradzie A1 a skrzyżowaniem z drogą B257 oraz pomiędzy węzłem Dreieck Saarbrücken na autostradzie A620 a granicą z Francją jest częścią trasy europejskiej E29.

## Miejscowości leżące przy B51

### Dolna Saksonia
Brinkum, Seckenhausen, Hallenhausen, Neukrug, Fahrenhorst, Kastendiek, Dohren, Bassum, Twistringen, Drentwede, Barnstorf, Cornau, Jacobidrebber, Felstehausen, Diepholz, Sandbrink, Bohmte, Ostercappeln, Belm, Osnabrück, Osede, Siedlung Dörenberg, Bad Iburg, Glandorf.

### Nadrenia Północna-Westfalia
Reiningen, Ostvebern, Telgte, Münster, Bochum, Hattingen, Sprockhövel, Rennebaum, Haßlinghausen, Schmiedestraße, Wuppertal, Lüttringhausen, Lennep, Remscheid-Bergisch-Born, Wermelskirchen, Tente, Unterstraße, Neuenhaus, Hilgen, Stäßchen, Blecher, Leverkusen, Kolonia, Euskirchen, Rheder, Kreuzweingarten, Iversheim, Möschemermühle, Bad Münstereifel, Eicherscheid, Holzmühlheim, Tondorf, Blankenheim, Blankenheimerdorf, Dahlem.

### Nadrenia-Palatynat
Reuth, Neuendorf, Olzheim, Dausfeld, Prüm, Bitburg, Meilbrück, Helenenberg, Windmühle, Hohensonne, Neuhaus, Trier, Konz, Könen, Ayl, Saarburg, Serring.

### Saara
Saarhölzbach, Mettlach, Besseringen, Saarlouis, Ensdorf, Bous, Völklingen, Saarbrücken, Güdingen, Bübingen, Kleinblittersdorf.

## Linki zewnętrzne

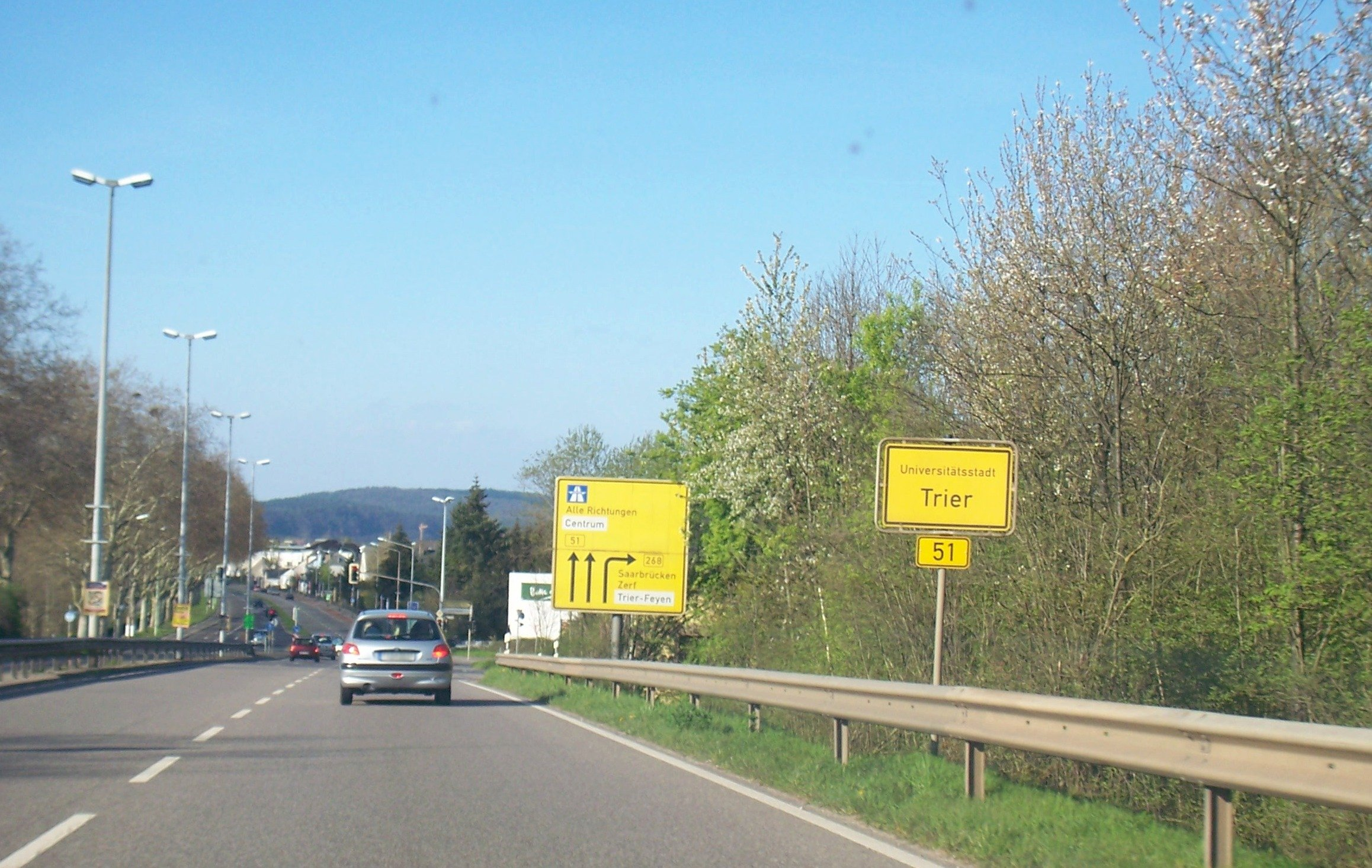
B51 w Trier w kierunku północy